# Capo St. Francis
Il capo St. Francis (Cap St. Francis; in passato Cap St. Francois) è il promontorio che delimita ad est la baia della Concezione.
Nel 1697, il tenente di marina Pierre LeMoyne d'Iberville riuscì ad impadronirsene.